# Poszukiwania geologiczne
Poszukiwania geologiczne – polegają na badaniu możliwości występowania kopalin użytecznych, wynikającej z budowy geologicznej terenu oraz objawów występowania minerału użytecznego na powierzchni ziemi w postaci odłamków skał, nalotów, zabarwień gleby, charakterystycznej roślinności itp.